# Liste d'épaves de bateau viking
Cette liste d'épaves de bateau viking recense les nombreuses épaves de bateaux vikings retrouvées sur les côtes scandinaves. Certaines de celles-ci ont servi pour la reconstruction de répliques de bateaux vikings actuels (voir liste des répliques de bateau viking).
Les premières épaves datent, selon l'archéologie moderne, de l'âge du fer romain (en), de l'âge du fer germanique (l'âge de Vendel en Suède) et enfin de l'âge des Vikings.

## Liste
| Nom de l'épave                  | Datation                 | Pays      | Date de découverte | Site                                 | Lieu de conservation                                 | Ville                 | Remarques                      | Photo |
| ------------------------------- | ------------------------ | --------- | ------------------ | ------------------------------------ | ---------------------------------------------------- | --------------------- | ------------------------------ | ----- |
| Bateau de Gokstad               | IXe siècle               | Norvège   | 1880               | Monticule funéraire Sandefjord       | Musée des navires vikings d'Oslo                     | Bygdøy                | Bateau-tombe                   |       |
| Bateau de Klåstad               | 998                      | Norvège   | 1893               | Larvik                               | Musée de Slottsfjell                                 | Tønsberg              | Knarr                          |       |
| Bateau d'Oseberg                | IXe siècle               | Norvège   | 1904-05            | Monticule funéraire Tønsberg         | Musée des navires vikings d'Oslo                     | Bygdøy                | Bateau-tombe                   |       |
| Bateau de Ladby                 | Xe siècle                | Danemark  | 1935-37            | Île de Fionie                        | Musée viking de Ladby                                | Kerteminde            | Bateau-tombe                   |       |
| Skuldelev 1 Bateaux de Roskilde | XIe siècle               | Danemark  | 1962               | Fjord de Roskilde                    | Musée des navires vikings de Roskilde                | Roskilde              | type Knarr                     |       |
| Skuldelev 2 Bateaux de Roskilde | XIe siècle               | Danemark  | 1962               | Fjord de Roskilde                    | Musée des navires vikings de Roskilde                | Roskilde              | type langskip                  |       |
| Skuldelev 3 Bateaux de Roskilde | XIe siècle               | Danemark  | 1962               | Fjord de Roskilde                    | Musée des navires vikings de Roskilde                | Roskilde              | type byrding (petit transport) |       |
| Skuldelev 5 Bateaux de Roskilde | XIe siècle               | Danemark  | 1962               | Fjord de Roskilde                    | Musée des navires vikings de Roskilde                | Roskilde              | type snekkja                   |       |
| Skuldelev 6 Bateaux de Roskilde | XIe siècle               | Danemark  | 1962               | Fjord de Roskilde                    | Musée des navires vikings de Roskilde                | Roskilde              | type inconnu                   |       |
| Bateau d'Haithabu               | XIe siècle               | Allemagne | 1979               | Hedeby                               | Musée viking d'Haithabu                              | Busdorf               |                                |       |
| Bateau de Tune                  | Xe siècle                | Norvège   | 1867               | Comté d'Østfold                      | Musée des navires vikings d'Oslo                     | Bygdøy                | type karv                      |       |
| Bateau de Nydam                 | IVe siècle               | Danemark  | 1863               | Nydam Mose                           | Château de Gottorf                                   | Schleswig (Allemagne) |                                |       |
| Bateau d'Äskekärr               | Xe siècle                | Suède     | 1933               | Göta älv(rivière)                    | musée municipal de Göteborg                          | Göteborg              | type Knarr                     |       |
| Bateau de Bulverket             | XIIe siècle-XIIIe siècle | Suède     | 1920, 1990         | Bulverket-île de Gotland             | Musée maritime de Stockholm                          | Stockholm             |                                |       |
| Bateau de Valsgärde             | VIe siècle au XIe siècle | Suède     | 1920               | Fyrisån (rivière)                    | Museum Gustavianum                                   | Uppsala               | Bateau-tombe                   |       |
| Bateau de Hjortspring           | 350 ans av. J.C.         | Danemark  | 1880, 1920-21      | Hjortspring île d'Als                | Musée national du Danemark                           | Copenhague            |                                |       |
| bateau de Gredstedbro           | VIIe siècle              | Danemark  | 1945, 1964         | rivière Kongeå Esbjerg               | Musée viking de Ribe                                 | Ribe                  | type proche du bateau de Nydam |       |
| Bateau de Haugvik               | Ier siècle av. J.-C.     | Norvège   | 1920 à 2006        | tourbière Sømna                      | Université norvégienne de sciences et de technologie | Trondheim             | de type pirogue                |       |
| Bateau de Riddarholm            | XVIe siècle              | Suède     | 1930               | canal de Riddarholm                  | Stockholms medeltidsmuseum                           | Stockholm             |                                |       |
| Bateau de Björke                | Ve siècle                | Suède     | 1947               | canal de Björke                      | Länsmuseet Gävleborg (sv)                            | Gävle                 | type pirogue                   |       |
| Viksbåten (Bateau de Norrtälje) | XIe siècle               | Suède     | 1898, 1985         | drainage des canaux de Stockholm     | Erikskulle museum                                    | Norrtälje             | type karv                      |       |
| Bateau de Kvalsund              | VIIe siècle              | Norvège   | 1920               | Kvalsund (Herøy)                     | Musée de Bergen                                      | Bergen                | type færing                    |       |
| Bateau n°5 de Helgeandsholmen   | XIVe siècle              | Suède     | 1979-80            | Île de Helgeandsholmen               | Musée de la Marine (Stockholm)                       | Stockholm             |                                |       |
| Bateau d'Ellingå                | XIIe siècle              | Danemark  |                    | rivière d'Elling Å (Jutland du Nord) | Bangsbo museum                                       | Frederikshavn         | type knarr                     |       |
| Bateau de Lapuri                | XIIIe siècle             | Finlande  | 1976-77            | Île Lapuri (Virolahti)               | sur site archéologique                               |                       |                                |       |